# 国民政府委員会 (汪兆銘政権)
国民政府委員会（こくみんせいふいいんかい、繁: 國民政府委員會）は、中華民国（汪兆銘政権）の政務を担当する機関である。「中華民国国民政府組織法」の規定によると国民政府委員会は国民政府主席（国民政府委員会主席）と国民政府委員で構成され、その人員は中央政治委員会が決定した。

## 主席
1940年（民国29年）3月30日、汪兆銘率いる南京国民政府が樹立され、重慶側の主席であった林森を名目上の主席に据え、汪兆銘自身は代理主席として政務を担当した。11月28日、中央政治委員会会議で「中華民国国民政府組織法」が改正され、「主席は実際の政治責任を負わない」「主席は他の官職を兼任できない」という条文を削除した上で汪兆銘を主席に選出した。
汪兆銘は1944年（民国33年）3月3日に病気治療のため日本に渡航したが、渡航前に陳公博に後事を託していたこともあって、同年3月22日の中央政治委員会臨時会議では汪の意向を踏まえ、汪が不在の間、陳公博が職務を代行することになった。そして11月10日に汪兆銘が死去すると陳公博は11月20日に代理主席に就任し、1945年（民国34年）8月16日に南京国民政府が崩壊するまで依然として代理主席の地位にあり続けた。
| 代   | 姓名   | 肖像 | 在任期間                        | 備考                                                           |
| ---- | ------ | ---- | ------------------------------- | -------------------------------------------------------------- |
| -    | 林森   |      | 1940年3月30日 - 1940年11月28日  | 名目上の主席であり、汪兆銘が代理主席として実際の政務を行った。 |
| 1    | 汪兆銘 |      | 1940年11月28日 - 1944年11月10日 | 1944年11月10日に死亡。                                         |
| 代理 | 陳公博 |      | 1944年11月20日 - 1945年8月16日  | 1945年8月16日に南京国民政府が解散。                            |

## 委員
以下が国民政府委員の一覧である。
| 指名         | 就任時期       |
| ------------ | -------------- |
| 王克敏       | 1940年         |
| 張永福       | 1940年         |
| 愛新覚羅溥侗 | 1940年         |
| 張英華       | 1940年         |
| 董康         | 1940年         |
| 褚民誼       | 1940年12月12日 |
| 陳中孚       | 1941年5月1日   |
| 趙正平       | 1941年8月16日  |
| 楊寿楣       | 1941年8月16日  |
| 張国元       | 1941年9月11日  |
| 倪道烺       | 1942年         |
| 廖恩涛       | 1942年         |
| オンクパト   | 1943年         |
| 王揖唐       | 1943年         |
| 陳済成       | 1943年         |
| 岑徳広       | 1943年         |
| 周作人       | 1943年         |
| 徐良         | 1943年         |
| 陳群         | 1943年6月17日  |
| 趙毓松       | 1943年8月26日  |
| 李泰棻       | 1944年2月3日   |
| 王道元       | 1944年         |
| 江亢虎       | 1944年11月2日  |
| 羅君強       | 1944年12月27日 |
| 喩熙杰       | 1945年1月18日  |
| 陳継祖       | 1945年1月18日  |
| 克興額       | 1945年2月1日   |
| 高冠吾       | 1945年3月3日   |
| 陳春圃       | 1945年5月3日   |
| 项致庄       | 1945年5月3日   |
| 項致荘       | 1945年5月3日   |